# Jacques Demierre
Jacques Demierre (* 4. Januar 1954 in Genf) ist ein Schweizer Improvisationsmusiker und Komponist.

## Leben und Wirken
Demierre studierte an der Universität Genf, am Conservatoire Populaire (Klavier, Jazzklavier, elektroakustische Musik) und am Konservatorium Genf (Musiktheorie). Früh gab er das klassische Klavier auf und wendete sich auf dem Weg über Avantgarde Rock und Jazz der Improvisation zu. Als Pianist spielte er mit Dorothea Schürch, Radu Malfatti, Hans Koch, aber auch mit Martial Solal, Han Bennink, Joëlle Léandre, Carlos Zingaro und Ikue Mori. Er gibt regelmässig Solokonzerte und arbeitet im Trio mit Lucas Niggli und Barry Guy sowie mit Urs Leimgruber und Barre Phillips. Er unterrichtete Sylvie Courvoisier, Malcolm Braff und Michel Wintsch.
Demierre bewegt sich auch als Komponist im Grenzgebiet zwischen Jazz, freier Improvisation und zeitgenössischer Musik; so interessiert ihn in seinen Kompositionen, wie man die notierte und improvisierte Musiktradition zusammenbringen kann. Sein Concierto barocco von 1985 ist für Stimme, Sprecher, drei Solisten und Jazzensemble. In Exponnoncence singt die Sängerin (in der Uraufführung 1986 Françoise Kubler) Texte von William Blake, während Klavier (er selbst) und Cello (Alfred Zimmerlin) über Zitate von Olivier Messiaen, Luciano Berio und Bernd Alois Zimmermann sowie weiteren Klassikern der Neuen Musik improvisieren; auf einem zweiten Piano (Irène Schweizer) wird dazu frei improvisiert. 2003 schrieb er für vier Improvisationsmusiker 17 (siebzehn kleine Stücke, die nur Worte als Ausgangspunkt für die Improvisationen der Musiker setzen). Als freier Journalist arbeitet Demierre für die Zeitschrift Contrechamps.
Demierre wurde 2018 vom Bundesamt für Kultur mit einem Schweizer Musikpreis ausgezeichnet.

## Diskographische Hinweise
- Jacques Demierre - Maurice Magnoni Disque (Plainisphare 1984)
- Kutteldaddeldu mit Urs Blöchlinger und Olivier Magnenat (Plainisphare)
- One Is Land (Creative sources; solo)
- Avenues (Unit, 2004) mit Isabelle Duthoit
- Jacques Demierre / Barry Guy / Lucas Niggli – Brainforest (Intakt Records, 2006)
- Hans Koch / Jacques Demierre: Incunabulum (Herbal Records, 2019)